# Diter von Wettstein
Diter H. von Wettstein (* 20. September 1929 in Göttingen; † 13. April 2017) war ein dänischer Biologe und Genetiker (Pflanzenzüchtung und Pflanzengenetik).

## Leben
Diter von Wettstein war der Sohn von Fritz von Wettstein und Elsa Jesser und ging in Innsbruck zur Schule. Er studierte Biologie und Biochemie an der Universität Tübingen, an der er 1953 promoviert wurde. 1951 bis 1954 war er am Institut für Genetik des forstwissenschaftlichen Instituts in Stockholm. In Schweden war er Schüler von Åke Gustafsson und Arne Müntzing (dessen Lehrbuch der Genetik er ins Deutsche übersetzte). 1953 erwarb er sein Lizenziat in Genetik an der Universität Stockholm, an der er 1957 nochmals promovierte und Assistenzprofessor wurde. 1958 war er als Rockefeller Stipendiat in den USA (Caltech, Stanford, Cold Spring Harbor Laboratory, Carnegie Institution Washington D.C.). 1962 bis 1975 war er Professor und Direktor des Instituts für Genetik an der Universität Kopenhagen. 1975 bis 1988 war er Direktor von Carlsberg Plant Breeding und 1972 bis 1996 Professor am Carlsberg Labor in Kopenhagen, an dem er die Abteilung Physiologie leitete. Ab 1996 war er R. A. Nilan Distinguished Professor an der Washington State University.
Er war seit 1967 mit Penny von Wettstein-Knowles verheiratet und hatte zwei Töchter.

## Werk
Er veröffentlichte rund 340 Arbeiten in Genetik, Pflanzenzüchtung, Entwicklungs- und Zellbiologie, Pflanzen-Biochemie und Molekularbiologie und betreute 69 Doktoranden.
Seine Forschungsschwerpunkte waren:
- Biosynthese der photosynthetischen Membran und Biogenese von Chloroplasten.
- Chromosom-Paarung, Crossing-over Mechanismus und Genom-Analyse
- Epigenetik von Transkriptions-Aktivator-artigen Effektoren (TAL-Effektor, TALE)
- Entwicklung von Gerste, die frei von Proanthocyanidinen (PA) ist (sie stören beim Brauen von Bier). Dies verfolgte er insbesondere an den Carlsberg Laboratorien.
- Entwicklung von Weizen für Zöliakie-Patienten (Mutationen mit TALEs und TILLING)
- Molekulargenetik von Getreideschwarzrost und Herbizid-Resistenz in Gerste

## Ehrungen
1969 war er Gastprofessor an der Washington State University und 1966, 1972 und 1974 an der University of California, Davis. Außerdem war er Gastprofessor in China (North East Normal University in Changchun, Universität Wuhan) und 2007 bis 2010 Mercator Professor an der Universität Gießen. Er war im Fachbeirat des Max-Planck-Instituts für Züchtungsforschung in Köln, in dem des Friedrich Miescher Instituts in Basel, dem der landwirtschaftlichen Hochschule Wageningen und in dem des Instituts für Pflanzengenetik und Kulturpflanzenforschung in Gatersleben.
1995 erhielt er die Gregor-Mendel-Medaille.
Er war auswärtiges Mitglied der National Academy of Sciences und Mitglied der Leopoldina, der Königlich Schwedischen, der Königlich Belgischen und Königlich Dänischen Akademie der Wissenschaften, der Nordrhein-Westfälischen Akademie der Wissenschaften, der Academia Europaea, der European Molecular Biology Organisation, der Königlichen Physiographischen Gesellschaft in Lund, der Österreichischen Akademie der Wissenschaften, der Washington State Academy of Sciences und Fellow der American Association for the Advancement of Science.
Er war Ehrendoktor der Universität Kopenhagen.